# Boz-e Aznā
Boz-e Aznā (persiska: بز ازنا) är en ort i Iran.   Den ligger i provinsen Lorestan, i den västra delen av landet, 300 km sydväst om huvudstaden Teheran. Boz-e Aznā ligger 1 495 meter över havet och antalet invånare är 910.
Terrängen runt Boz-e Aznā är varierad.Runt Boz-e Aznā är det ganska tätbefolkat, med 116 invånare per kvadratkilometer. Närmaste större samhälle är Borujerd, 17,7 km norr om Boz-e Aznā. Trakten runt Boz-e Aznā består till största delen av jordbruksmark.